# Гвардейский (Жамбылская область)
Гвардейский (каз. Гвардейский) — посёлок городского типа в Кордайском районе Жамбылской области Казахстана. Входит в состав Отарского сельского округа. Код КАТО — 314851400.

## Население
В 1999 году население посёлка составляло 5306 человек (2606 мужчин и 2700 женщин). По данным переписи 2009 года, в посёлке проживало 6537 человек (3200 мужчин и 3337 женщин).

## История
В 1958 году в посёлке был основан Научно-исследовательский сельскохозяйственный институт, который специализировался на болезнях (вирусах) сельскохозяйственных животных и сельскохозяйственных культур, занимался исследованиями для защиты южных рубежей СССР, в частности, регионов Средней Азии и Казахстана от особо опасных инфекционных заболеваний сельскохозяйственных и диких животных, которые могли быть занесены из сопредельных стран при содействии США занимавшихся разработкой биологического оружия. Сегодня институт занимается исследованием не только особо опасных заболеваний животных, но и человека. В частности, совместно с научными организациями Министерства обороны США ведёт сотрудничество в изучении особо опасных заболеваний животных и людей. Также институт занимается разработкой вакцин, в том числе и от коронавируса.
В посёлке «Гвардейский» дислоцируются три воинские части Сухопутных войск Вооружённых сил Республики Казахстан, в совокупности образующие 40-ю военную базу. На территории поселка имеется три военных городка, 2 закрытых и 1 обособленный.